# Murray Rose

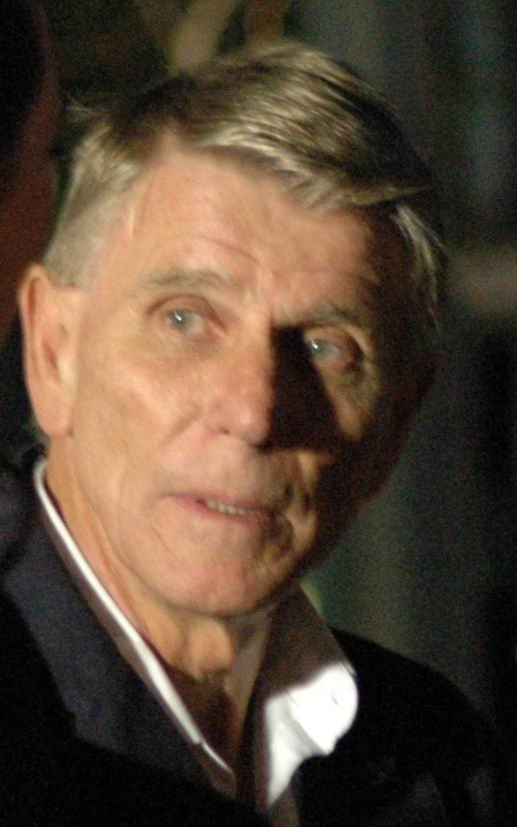
Murray Rose (August 2008)

Iain Murray Rose AM (* 6. Januar 1939 in Birmingham oder Nairn (Schottland); † 15. April 2012 in Sydney) war ein australischer Schwimmer.

## Leben
Rose wanderte mit seinen Eltern nach dem Zweiten Weltkrieg nach Australien aus. Bei den Olympischen Spielen 1956 in seiner neuen Heimat wurde er mit 17 Jahren Olympiasieger über 400 Meter und 1500 Meter Freistil und mit der 4-mal-200-Meter-Freistilstaffel. Er war damit der jüngste Olympiasieger, der drei Mal Gold gewann. Vier Jahre später bei den Olympischen Spielen 1960 in Rom gewann er erneut Gold über 400 Meter Freistil. Zudem gewann er noch Silber über 1500 Meter Freistil und Bronze mit der 4-mal-200-Meter-Freistilstaffel.
Im Jahr 1965 wurde er in die Ruhmeshalle des internationalen Schwimmsports aufgenommen. Bei den Olympischen Spielen 2000 in Sydney gehörte er zu den acht Fahnenträgern, die die olympische Flagge ins Stadion trugen.
2000 wurde er für seine Verdienste im Schwimmsport und die Förderung der olympischen Bewegung und verschiedener Wohltätigkeitsorganisationen zum Member des Order of Australia ernannt. 2001 wurde im die Centenary Medal verliehen.
Im April 2012 erlag er einem Leukämieleiden im Alter von 73 Jahren in Sydney.